# Сердар, Кемаль
Кемаль Сердар (тур. Kemal Serdar; род. 8 мая 1962, Трабзон) — турецкий футболист, защитник.

## Карьера

### Клубная карьера
Во взрослом футболе дебютировал в 1983 году в клубе «Трабзонспор», за который выступал на протяжении всей своей карьеры, продолжавшейся двенадцать лет. В составе клуба принял участие в 357 матчах, забив 18 голов. Некоторое время являлся капитаном команды.
Завершил карьеру футболиста в 1995 году.

### Карьера в сборной
В 1984 году дебютировал в официальных матчах в составе национальной сборной Турции. Всего в составе сборной принял участие в десяти матчах, не забив ни одного гола.

## Достижения
«Трабзонспор»
- Чемпион Турции: 1983/84
- Обладатель Кубка Турции: 1983/84, 1991/92, 1994/95